# 埃莉萨·莱奥尼达·扎姆菲雷斯库
埃莉萨·莱奥尼达·扎姆菲雷斯库（羅馬尼亞語：Elisa Leonida Zamfirescu，1887年11月10日—1973年11月25日）是世界上最早的几位女工程师之一。

## 早期生活和教育背景
1887年11月10日，埃莉萨·扎姆菲雷斯库出生于罗马尼亚的加拉茨。她的父亲阿塔纳塞·莱奥尼达（Atanase Leonida）是一位职业军官，母亲玛蒂尔达·吉尔（Matilda Gill）是一位法国出生的工程师的女儿。 她的哥哥迪米特里·莱奥尼达也是一名工程师。
由于当时科学界对女性抱有偏见，布加勒斯特桥梁和道路学校拒绝录取扎姆菲雷斯库。 1909年，她被位于夏洛滕堡的皇家柏林科技学院录取。她于1912年毕业，获得工程学学位。 有人认为扎姆菲雷斯库是世界上第一位女工程师，不过爱尔兰工程师爱丽丝·佩里毕业于1906年，比她早6年。

## 事业发展
回到罗马尼亚后，扎姆菲雷斯库在罗马尼亚地质研究所担任科研助理。 第一次世界大战期间，她加入了红十字会，在罗马尼亚的默勒谢什蒂运营一家医院。 1917年，她的医院接收了德国和罗马尼亚之间默勒谢什蒂战役的伤员。 战役持续了28天，罗马尼亚获得了胜利，期间有超过12000名罗马尼亚人和1万多名入侵者受伤。
大约在这个时候，她与化学家康斯坦丁·扎姆菲雷斯库相遇、结婚。这位化学家和作家 Duiliu Zamfirescu 是兄弟。
战争结束后，扎姆菲雷斯库回到了地质研究所。她是几个地质实验室的带头人，并参与了各种实地研究，包括一些确定了煤、页岩、天然气、铬、铝土矿和铜等新资源的研究。扎姆菲雷斯库还教授物理和化学。

## 晚年生活与去世
1963年，扎姆菲雷斯库75岁，决定退休。退休后，她积极参与裁军运动。 她于1973年11月25日去世，享年86岁。
伊莱斯·莱奥尼达-扎姆菲雷斯库奖（Premiul Elisa Leonida-Zamfirescu）以她的名义设立，表彰在科技领域有所贡献的女性。

## 荣誉及奖项
扎姆菲雷斯库是罗马尼亚工程师总会（A.G.I.R.，General Association of Romanian Engineers）的第一位女性成员。 布加勒斯特第一区的一条街道以她的名字命名。2018年她的生日那天，谷歌涂鸦以她为主题。